# Biancaneve & Co.
Biancaneve & Co. è un film del 1982 diretto da Mario Bianchi.
Si tratta di una parodia della fiaba di Biancaneve e i sette nani, tratta dal fumetto erotico italiano Biancaneve e inserita nel filone della commedia sexy all'italiana.
Il film si avvale della procace Michela Miti, al tempo coprotagonista delle commedie su Pierino e di caratteristi noti. Seppure con costumi medievaleggianti, la scena è un borgo del Viterbese in un contesto dell'epoca delle riprese.

## Trama
Biancaneve è una giovane principessa ninfomane figlia del re Agesilao IV e della defunta regina Domizia, con una forte predisposizione al sesso orale, così tanta da superare in questa pratica persino la regina Crimilde "bocca-svelta", la quale si ingelosisce e assolda un sicario per eliminarla. Il tentativo però fallisce, visto che l'uomo viene sedotto da Biancaneve, che perde dunque la sua verginità. Sfuggita, la principessa arriva a casa dei sette saggi (nel film però conosciamo i nomi solo di 4 di loro), che si rifiutano di dirle come tornare a casa al fine di avere rapporti sessuali con lei. Crimilde intanto progetta un altro per eliminare Biancaneve, facendo appello al mago Magone, che suggerisce alla regina di trasformarsi in un uomo, cospargersi di veleno il membro e poi uccidere la giovane tramite un rapporto orale. La regina lo fa e la principessa apparentemente muore. I saggi capiscono che l'unico modo di far riprendere la ragazza è farle perdere la verginità con il principe, anche se da tempo Biancaneve non lo è più. Allora interviene il saggio Stronzolo, che le salda l'Imene semplicemente grazie ad una fiamma ossidrica. I 7 si mettono in contatto con il principe e lo convincono ad avere un rapporto con la principessa, che torna in vita. Il film si chiude con i due che possono vivere felici e contenti.

## Distribuzione
Nonostante il carattere di parodia a basso costo per il mercato italiano, come era la tendenza dei primi anni 'Ottanta, il film ebbe diffusione estera, col titolo Snow White and 7 Wise Men (in inglese) e Schneefickchen und die Sex-Zipfelzwerge (e anche Schneefittchen und die 7 glücklichen Zwerge) in tedesco. Fu anche realizzata la versione in spagnolo con il titolo Blancanieves y los 7 sadycos.